# .be

.be는 벨기에의 인터넷 국가 코드 최상위 도메인이다. 이 도메인은 1989년에 활성화되었으며, Katholieke Universiteit Leuven의 Pierre Verbaeten에 의해 관리된다. 2000년에 최상위 도메인의 제어가 DNS 벨기에로 이전되었다. 2005년경에는 47만 개가 넘는 도메인이 등록되었다.
2005년 11월에는 도메인의 초기 등록이 2006년 초까지는 개인 등록 수가 한정되는 약간의 제한은 있지만 무료화될 것이라 발표했다. 그러자 프로모션 첫 날에만 1만 7천 개의 도메인이 등록되었으며 큰 인기를 불러 일으켰다.
도메인 이름은 2차 도메인으로 바로 등록할 수 있다. 학술 단체를 위한 .ac.be 아래의 3차 도메인도 존재하지만 많은 대학교가 2005년에 이 도메인을 버림으로써 사장되어 가고 있다.